# Albert Pont i Serrano
Albert Pont i Serrano (El Masnou, 1971) és un empresari i escriptor català, especialitzat en dret internacional i relacions internacionals. Des del 2011 dirigeix la seva pròpia empresa de consultoria patrimonial. El setembre 2013 va ser elegit per unanimitat per a succeir a Ramon Carner en la presidència del Cercle Català de Negocis.
És llicenciat en ciències polítiques i de l'administració per la Universitat Autònoma de Barcelona, amb l'especialització de relacions internacionals. Després de vincular-se al desenvolupament internacional i d'haver participat en diversos programes de desenvolupament a l'Amèrica Llatina, va completar la seva formació a la Salle Business School (2007) i l'Institut d'Estudis Financers de Barcelona (2008). Ha estat professor de relacions internacionals en el màster executiu en Diplomàcia i Acció Exterior organitzat pel Diplocat.
És autor de nombrosos estudis econòmics i de Dret Internacional publicats pel Cercle Català de Negocis. Ha estat cridat en diverses ocasions pel Consell Assessor per a la Transició Nacional, el Diplocat i altres organismes de la Generalitat a elaborar diversos estudis sobre la successió d'Estats aplicada al cas de Catalunya en àmbits com la transmissió dels tractats internacionals, el repartiment de béns i deutes de l'Estat espanyol, el reconeixement internacional de Catalunya o l'atribució de la nacionalitat catalana en cas d'independència. En aquest sentit, Pont defensa que una Catalunya independent ha de tenir nacionals propis per ser reconeguda per la comunitat internacional. Considera la independència de Catalunya no només com una qüestió d'identitat, sinó de supervivència econòmica i de justicia social. Pren com a exemple el «preu polític» de la llum per a ús industrial, que a Catalunya costa més del doble que a Madrid.
Pont va guanyar certa notorietat arran de la publicació del seu primer llibre Delenda est Hispania, (2012). L'obra, prologada per Salvador Cardús, va esdevenir un referent de la literatura sobiranista. S'hi donen arguments a favor de la independència de Catalunya i contempla la dissolució de l'Estat espanyol. El 2013 va seguir Addendum (2013) on analitza la successió d'estats aplicat al cas de Catalunya en àmbits com el repartiment de béns i deutes de l'Estat espanyol i l'atribució de la nacionalitat catalana en cas d'independència. El 2017 ha publicat Interès d'Estat on deixa al descobert els interessos polítics i empresarials al voltant de l'eix central ferroviari de mercaderies. Descriu el centralisme que fa segles que aplica Espanya i que ha jugat en contra dels interessos de Catalunya. Considera que el típic teixit de petites i mitjanes empreses productives fa l'economia catalana diferent de la de Madrid, més basada en l'economia financera i especulativa.
Després de la victòria de la candidatura Eines de País liderada per Joan Canadell a les eleccions a la Cambra de Comerç de Barcelona de 2019, Pont va entrar a formar part del nou comitè executiu de la Cambra de Comerç de Barcelona.
Va presentar-se com a cap de llista independent per Barcelona de la candidatura del Front Nacional de Catalunya per a les eleccions al Parlament de Catalunya de 2021, que no va obtenir representació.

## Obra
Llibres
- Delenda est Hispania: tot allò que Espanya ens amaga sobre la independència de Catalunya.  Barcelona: Viena, 2012, p. 512. ISBN 9788483307021.
- Addendum.  Barcelona: Viena, 2013. ISBN 978-8483307441.
- Interès d'Estat.  Barcelona: Viena, 2017. ISBN 9788483309421.